# Libertas Brindisi 1969-1970
La Libertas Brindisi 1969-1970, prende parte al campionato italiano di Serie B, girone B a 12 squadre. Chiude la stagione regolare al quarto posto con 12V e 10P, 1616 punti segnati e 1551 subiti.

## Storia e Roster
Della formazione che ha sfiorato la promozione in Serie A l'anno prima vengono ceduti Franco Musci e Franco Petraroli all'ASSI Brindisi in cambio di Teodoro Arigliano e Giancarlo Felline. Dopo essere stati vicini all'acquisto del forte pivot napoletano Antonio Errico, si ripiega sul ventiseienne Silvano Lesa dalla U.S. Palermo, un pivot di 1,96 dotato di buona esperienza, ex Venezia e Pesaro, ma scarsa fisicità, in uscita Giuseppe Giuri che va a Monopoli.
Ad inizio stagione viene conferito ad Elio Pentassuglia il Premio Van Zandt come miglior coach dell'anno.
Il migliore marcatore della stagione risulterà Calderari con 397 punti in 20 partite, seguito da Labate con 265 p. e Lesa con 209 p, nei tiri liberi la stagione termina con un non esaltante 55% (251/454).
Piero Labate sarà convocato nella nazionale juniores agli europei di Atene, ne farà parte insieme ad illustri nomi del basket come Marzorati, Caglieris, Serafini, Della Fiori e Malagoli che sarà suo compagno di squadra qualche anno più avanti. In Coppa Italia viene eliminata negli ottavi di finale dalla Simmenthal Milano.
| Libertas Brindisi 1969/1970 | Libertas Brindisi 1969/1970 |
| Giocatori                   | Staff tecnico               |
| --------------------------- | --------------------------- |

| N. | Naz.              | Ruolo | Nome                | Anno | Alt.   | Peso |  |
| -- | ----------------- | ----- | ------------------- | ---- | ------ | ---- |  |
| 4  | Italia (bandiera) | C     | Giuseppe Antelmi    | 1951 | 193 cm |      |  |
| 5  | Italia (bandiera) | G     | Luigi Longo         | 1952 | 189 cm |      |  |
| 6  | Italia (bandiera) | G     | Mario Panessa       | 1949 | 181 cm |      |  |
| 7  | Italia (bandiera) | AC    | Giuseppe Rutigliano | 1948 | 192 cm |      |  |
| 8  | Italia (bandiera) | G     | Vincenzo Giuri      | 1943 | 181 cm |      |  |
| 9  | Italia (bandiera) | G     | Claudio Calderari   | 1944 | 182 cm |      |  |
| 10 | Italia (bandiera) | A     | Teodoro Arigliano   | 1948 | 191 cm |      |  |
| 12 | Italia (bandiera) | C     | Vittorio Sangiorgio | 1941 | 195 cm |      |  |
| 13 | Italia (bandiera) | A     | Piero Labate        | 1951 | 193 cm |      |  |
| 14 | Italia (bandiera) | A     | Giancarlo Felline   | 1947 | 187 cm |      |  |
| 15 | Italia (bandiera) | C     | Silvano Lesa        | 1943 | 196 cm |      |  |

| Allenatore                                  |
| - Elio Pentassuglia                         |
| Assistente/i                                |
| - Nicola Primaverili Legenda - (C) Capitano |

## Risultati
| Arbitri: | Sgreccia (Colleferro) Ravaioli (Colleferro) |

|                                       |       |                                          |
| Calderari 17, Labate 17, Arigliano 10 | Punti | Gambardella 30, De Simone 20, Ferrara 10 |

| Arbitri: | Tieri (Napoli) Nastri (Napoli) |

|                                 |       |                                   |
| Pilon 18, Zanon 10, Sturniolo 9 | Punti | Calderari 31, Labate 14, Giuri 14 |

| Arbitri: | Ugatti G. (Salerno) Ugatti V. (Salerno) |

|                                     |       |                                  |
| Labate 21, Calderari 14, Antelmi 12 | Punti | Corno 22, Casadio 16, Voselli 10 |

| Arbitri: | Filippone (Roma) Cagnazzo (Roma) |

|                                    |       |                                  |
| Vento 18, Paronuzzi 18, Balducci 9 | Punti | Calderari 16, Labate 12, Lesa 12 |

| Arbitri: | Morelli (Pontedera) Martinelli (Pisa) |

|                                           |       |                                |
| Quercia 19, Napoleoni 18, Kunderfranco 11 | Punti | Calderari 18, Labate 8, Lesa 8 |

| Arbitri: | Pignotti (Porto S.Giorgio) Furlani (Pesaro) |

|                                  |       |                                       |
| Arigliano 26, Lesa 17, Labate 15 | Punti | Simeoni 22, Lunardelli 14, Volpini 14 |

| Arbitri: | Casale (Bolzano) Nobili (Milano) |

|                                        |       |                         |
| Chirico 15, Garibaldi 15, Stefanini 10 | Punti | Calderari 20, Labate 15 |

| Arbitri: | Bottari (Messina) Pluchino (Ragusa) |

|                                     |       |                               |
| Calderari 24, Panessa 13, Labate 10 | Punti | Bertini 21, Bruni 12, Ratta 8 |

| Arbitri: | Sidoli (Reggio Emilia) Corradini (Modena) |

|                                    |       |                       |
| Nardi 21, Testoni 18, De Simone 16 | Punti | Lesa 20, Calderari 16 |

| Arbitri: | Furlan (Monfalcone) De Luca (Udine) |

|                                           |       |                                  |
| Belardinelli 17, Giampieri 16, Polenta 14 | Punti | Calderari 26, Labate 13, Lesa 11 |

| Arbitri: | Filippone (Roma) Cagnazzo (Roma) |

|                                      |       |                                  |
| Arigliano 22, Calderari 16 Labate 10 | Punti | Mannari 18, Piccini 13, Vinci 12 |

| Arbitri: | Totaro (Palermo) Luchino (Ragusa) |

|                                          |       |                                 |
| Gambardella 25, Talamas 23, Innocenti 11 | Punti | Calderari 23, Lesa 19, Labate 8 |

| Arbitri: | Massese (Formia) Sgreccia (Colleferro) |

|                                       |       |          |
| Calderari 27, Labate 12, Arigliano 12 | Punti | Pilon 30 |

| Arbitri: | Boria (Milano) Spotti (Milano) |

|                                |       |                                 |
| Casadio 13, Corno 12, Santi 12 | Punti | Giuri 11, Antelmi 10, Panessa 9 |

| Arbitri: | Melillo (Avellino) Picone (Avellino) |

|                                       |       |                       |
| Calderari 22, Arigliano 17, Labate 14 | Punti | Balducci 18, Danzi 18 |

| Arbitri: | Vitolo (Pisa) Burgovich (Venezia) |

|                                     |       |                                           |
| Panessa 19, Calderari 18, Labate 15 | Punti | Quercia 30, Kunderfranco 20, Napoleoni 18 |

| Arbitri: | Chiriach (Bologna) Ciampaglia (Napoli) |

|                                    |       |                                    |
| Simeoni 14, Saglieni 12, Carelli 9 | Punti | Calderari 17, Panessa 17, Giuri 11 |

| Arbitri: | Stefanutti (Venezia) Albanese (Busto Arsizio) |

|                                          |       |                                       |
| Calderari 25, Arigliano 18, Sangiorgio 8 | Punti | Stefanini 17, Chirico 16, Gambaldi 15 |

| Arbitri: | Sidoli (Reggio Emilia) Soavi (Bologna) |

|                                    |       |                              |
| Spaggiari 20, Musetti 17, Ratta 11 | Punti | Labate 18, Lesa 16, Giuri 14 |

| Arbitri: | Fantini (Reggio Emilia) Del Fiume (Imola) |

|                                      |       |                                    |
| Calderari 24, Arigliano 19, Giuri 18 | Punti | Nardi 21, De Simone 14, Testoni 11 |

| Arbitri: | Bonomini (Roma) Rotondo (Bologna) |

|                              |       |                                           |
| Giuri 18, Lesa 18, Labate 11 | Punti | Polenta 26, Petrocchi 17, Belardinelli 15 |

| Arbitri: | Luchino (Ragusa) Quasina (Messina) |

|                                         |       |                                       |
| Mannassi 39, Tirabosco 23, Borghetti 10 | Punti | Calderari 28, Sangiorgio 20, Giuri 18 |

### Coppa Italia
| Arbitri: | Melone (Brindisi) Pagone (Brindisi) |

|                                     |       |                                     |
| Musci 13, Cianciaruso 11, Cozzoli 9 | Punti | Calderari 24, Labate 24, Panessa 13 |

| Arbitri: | Costa E. (Taranto) Costa V. (Taranto) |

|                         |       |                                    |
| De Mitri 21, Fasulo 18, | Punti | Calderari 20, Labate 18, Panessa 9 |

| Arbitri: | Bottari (Messina) Buonaccorso (Messina) |

|                                   |       |                                     |
| Melara 21, Saucio 9, Modaferri 8, | Punti | Calderari 31, Labate 23, Panessa 22 |

| Arbitri: | Tani (Roma) Buomini (Roma) |

|                                  |       |                                    |
| Labate 23, Giuri 15, Panessa 13, | Punti | Nardi 16, Testoni 15, Nigrisoli 11 |

| Arbitri: | Bonaccorso (Messina) Coglitore (Messina) |

|                                        |       |                                   |
| Calderari 23, Arigliano 12, Labate 11, | Punti | Masini 38, Tillman 18, Papetti 12 |

| Milano 23 ottobre 1969 ottavi ritorno | Olimpia Milano | 111 – 58 | Libertas Brindisi |  |

## Statistiche di squadra
| Competizione    | Punti | In casa | In casa | In casa | In casa | In casa | In trasferta | In trasferta | In trasferta | In trasferta | In trasferta | Totale | Totale | Totale | Totale | Totale | Totale |
| Competizione    | Punti | G       | V       | P       | PF      | PS      | G            | V            | P            | PF           | PS           | G      | V      | P      | PF     | PS     | DIF    |
| --------------- | ----- | ------- | ------- | ------- | ------- | ------- | ------------ | ------------ | ------------ | ------------ | ------------ | ------ | ------ | ------ | ------ | ------ | ------ |
| Serie B 1969-70 | 24    | 11      | 8       | 3       | 851     | 758     | 11           | 4            | 7            | 689          | 729          | 22     | 12     | 10     | 1540   | 1487   | +53    |
| Coppa Italia    | 8     | 2       | 1       | 1       | 150     | 161     | 4            | 3            | 1            | 289          | 269          | 6      | 4      | 2      | 439    | 430    | +9     |
| Totale          | 32    | 13      | 9       | 4       | 1001    | 919     | 15           | 7            | 8            | 978          | 998          | 28     | 16     | 12     | 1979   | 1917   | +62    |

## Fonti
La Gazzetta del Mezzogiorno edizione 1969-70
Il Corriere dello Sport edizione 1969-70